# Saint-Martin-du-Fouilloux (Maine-et-Loire)
Saint-Martin-du-Fouilloux ist eine französische Gemeinde mit 1.693 Einwohnern (Stand: 1. Januar 2022) im Département Maine-et-Loire in der Region Pays de la Loire. Sie gehört zum Arrondissement Angers und zum Kanton Angers-3. Ihre Einwohner werden Foliosain(e)s genannt.

## Geographie
Die Gemeinde Saint-Martin-du-Fouilloux liegt etwa 13 Kilometer westsüdwestlich von Angers. Nachbargemeinden von Saint-Martin-du-Fouilloux sind Saint-Léger-de-Linières im Norden, Nordosten und Osten, Savennières im Südosten und Süden, Saint-Georges-sur-Loire im Süden und Westen sowie Saint-Augustin-des-Bois im Nordwesten. Durch das Gemeindegebiet von Saint-Martin-du-Fouilloux führt die Autoroute A11.

## Bevölkerungsentwicklung
| Jahr                       | 1962 | 1968 | 1975 | 1982 | 1990 | 1999 | 2006 | 2012 | 2022 |
| -------------------------- | ---- | ---- | ---- | ---- | ---- | ---- | ---- | ---- | ---- |
| Einwohner                  | 463  | 506  | 596  | 1061 | 1315 | 1368 | 1559 | 1651 | 1693 |
| Quellen: Cassini und INSEE |      |      |      |      |      |      |      |      |      |

## Sehenswürdigkeiten

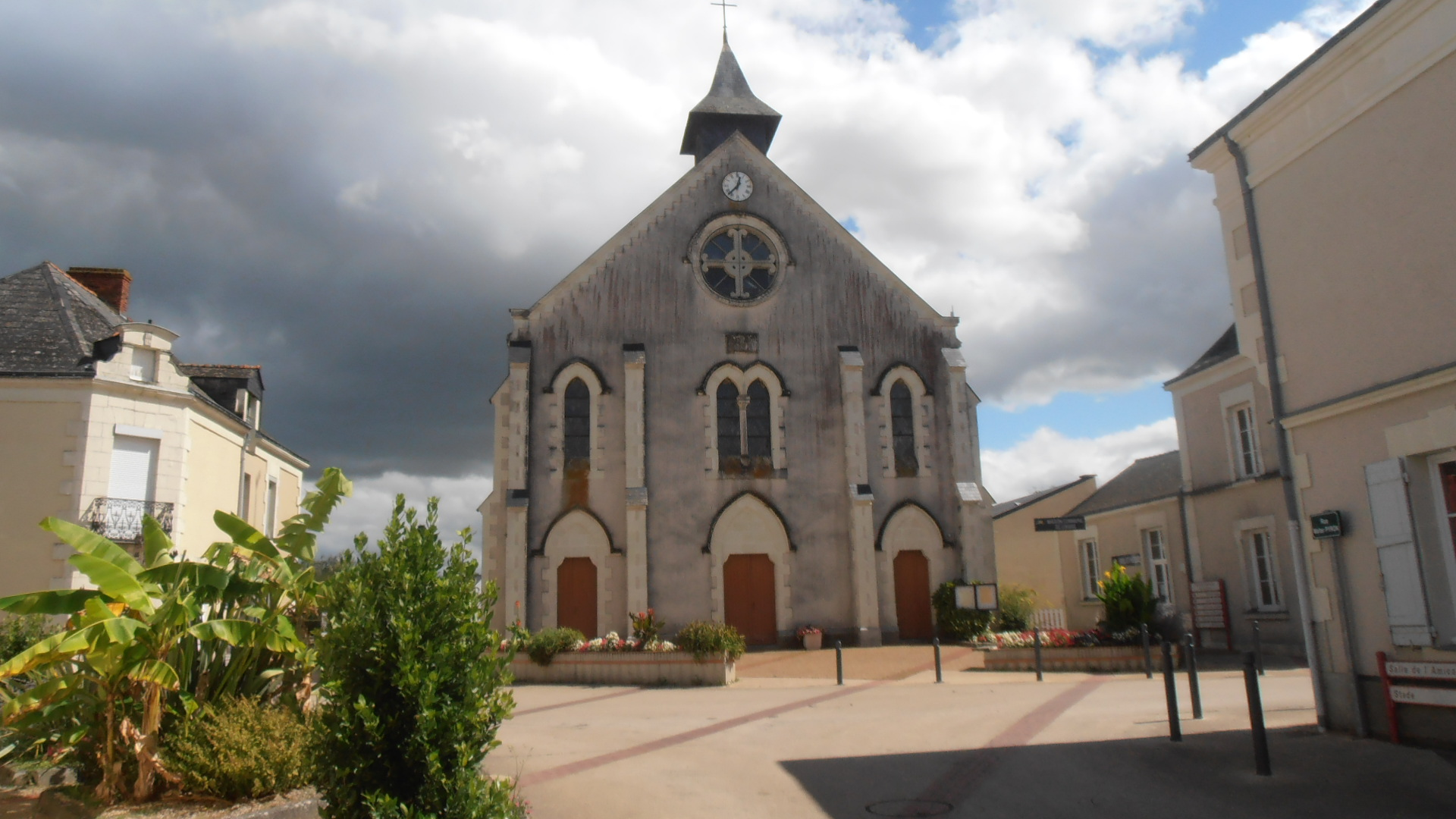
Kirche Saint-Martin
- Reste einer Turmhügelburg

- Kirche Saint-Martin